# Malaunay
Malaunay là một xã thuộc tỉnh Seine-Maritime trong vùng Normandie miền bắc nước Pháp.

## Dân số
| Năm | 1962 | 1968 | 1975 | 1982 | 1990 | 1999 | 2006 |
| --- | ---- | ---- | ---- | ---- | ---- | ---- | ---- |
| Dân số | 3786 | 4230 | 4875 | 5065 | 5784 | 6022 | 5975 |
| From the year 1962 on: No double counting—residents of multiple communes (e.g. students and military personnel) are counted only once. |      |      |      |      |      |      |      |

## Thành phố kết nghĩa
- Sandy, Vương quốc Anh
- Amer, Tây Ban Nha